# Клюномуцунест кит на Бленвил
Клюномуцунестите китове на Бленвил (Mesoplodon densirostris), наричани също набитомуцунести китове, са вид едри бозайници от семейство Клюномуцунести китове (Ziphiidae).
Разпространени са в тропическите води на целия Световен океан на дълбочини между 500 и 1000 метра. Достигат на дължина 4,4 – 4,6 метра и маса 800 – 1000 килограма. Хранят се главно с калмари.